# Émile Wauters

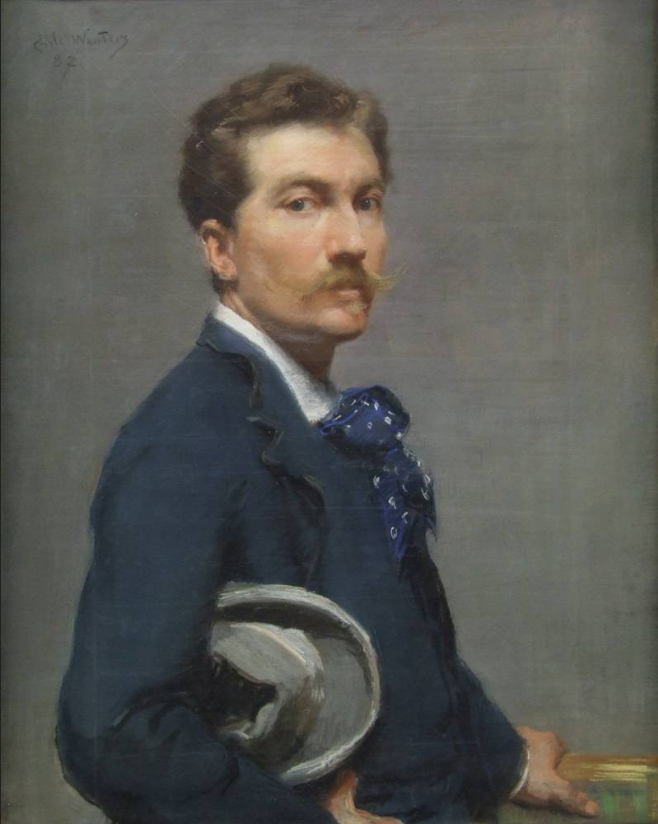
Självporträtt

Charles-Marie-Émile Wauters, född den 19 november 1846 i Bryssel, död den 11 december 1933 i Paris, var en belgisk målare. Han var brorson till Alphonse Wauters och bror till Alphonse-Jules Wauters.
Wauters var 1883-66 lärjunge av Portaels och utställde 1866 Odysseus på Kalypsos ö. Han studerade för Gérôme i Paris 1867, varefter han reste i Italien, Tyskland och Egypten. Hans arbeten behandlar ofta ämnen ur hans fosterlands historia. Bland dem märks Maria av Burgund ber om nåd för sina rådgivare (1880, museet i Liège), Maria af Burgund avlägger ed i Bryssel 1477 (i rådhusets trapphus i Bryssel), Väpnade borgare fordrar en författning av hertig Johan III, Hugo van der Goes vansinne botat genom musik (1872, Bryssels konstmuseum), Vägen till Kairo (stor ökenutsikt med vimmel av människor, kameler och hästar, museet i Antwerpen). Han var även en utmärkt porträttmålare. Han blev ledamot av svenska konstakademien 1897.